# Viquipèdia en gallec
La Viquipèdia en gallec o Galipèdia és l'edició en gallec de la Viquipèdia.
Va ser creada el 8 de març de 2003, i és una enciclopèdia en línia d'accés lliure, amb tot el seu contingut obert i editat col·lectivament en llengua gallega. El 24 de juny de 2010 arriba els 60.000 articles, amb més d'1.700.000 edicions, i el 4 de març de 2013, quatre dies abans del desè aniversari, va superar els 100.000 articles, amb més de 2.950.000 edicions. A començaments de l'any 2013, ja s’utilitzaven 101.305 imatges diferents. Actualment (març de 2025) té un total de 177.042 articles creats.
Per a una relació cronològica dels esdeveniments de la Galipèdia, es pot consultar l'apartat Wikipedia:Actualidade. També hi ha pàgines d'estadística, entre elles, Especial:Especialístiques i Wikipedia:Estadístiques.

## Trajectòria

### Història
El primer usuari es va registrar el 8 de març de 2003, ILVI, qui de seguida va començar a treballar en la que seria la primera versió de la Portada. Quatre dies després va crear el primer article de la base de dades: grup. Va continuar amb altres entrades com ou, calç, ciències naturals, ciències humanes, ciències ocultes, ciències aplicades i botànica.
Mesos després es va registrar Agremon, el primer administrador de la Viquipèdia en gallec. Va ser ell qui va utilitzar per primera vegada el terme Galipèdia per referir-se al projecte, que encara tenia menys d'un any d'existència. A poc a poc, la Galipèdia va començar a ser citada per alguns webs de diaris i altres entitats que s'interessaven per la tasca que s'hi realitzava.

### Característiques
Es tracta d'una enciclopèdia col·laborativa en llengua gallega. Està oberta a qualsevol tipus d'aportació, i accepta diverses corrents de pensament, sempre que no siguin agressives. Pel que fa al contingut, admet tots els temes possibles, des de l'esport o la gastronomia de cada país fins a les biografies de personatges de la física, l'astronomia, la lingüística o la història, per exemple, la del Regne de Galícia.
Es diferencia de les enciclopèdies convencionals principalment en dos aspectes. D'una banda, gaudeix d'un creixement desorbitat, mentre que, d'altra banda, destaca la seva capacitat per absorbir informació i adaptar-la de manera pràcticament immediata. Així, per exemple, els obituaris o les notícies considerades transcendents i d'esperit enciclopèdic, en moltes ocasions, s'inclouen a la Galipèdia en qüestió d'hores, o fins i tot minuts. Això és possible també pel contacte amb la resta de wikipèdies (més de 300), de les quals s'obtenen traduccions o plantilles.
La llicència que utilitza és l'anomenada llicència de documentació lliure de GNU.
El setembre de 2011, el 31% dels articles de la Galipèdia estaven categorizats o subcategorizats dins la categoria Galícia.

### Imatges

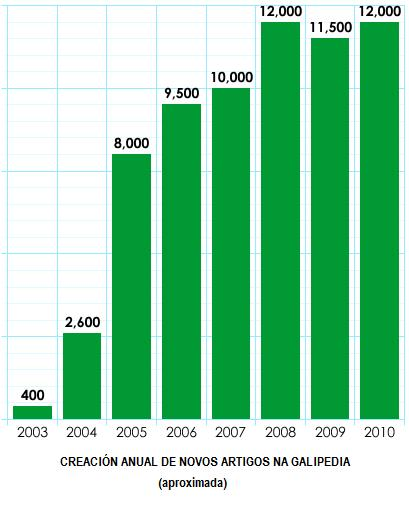
Nombre d'articles nous per any.

Pel que fa a les imatges, la Galipèdia compta amb un fons propi, a més de Wikimedia Commons, el fons comú. Això no succeeix a totes les versions de la Viquipèdia. Actualment, hi ha carregats 2.146 fitxers, la majoria d'ells imatges, de manera interna. A començaments de febrer de 2013 tenia 101.305 imatges distintes entre tots els articles del projecte (244.226 comptant les imatges duplicades). Les imatges més utilitzades, sense comptar icones o banderes, eren Concellos menos poboados de Galiza.PNG, utilitzada 1.284 vegades (a la plantilla {{Concellos de Galicia en progreso}}), i Piazza del Campidoglio.jpg, utilitzada 1.082 vegades (inclosa a la plantilla {{Xeografía en progreso}}).

### Edició
El nombre d'editors actius varia des de 2009 entre 260 i 330 aproximadament. D'aquests, uns 20 són molt actius i entre ells, un màxim de 3 són els que, en general, superen les 1.000 edicions mensuals. La mitjana de creació d'articles des que es va obrir el projecte l'abril de 2002 és de 8.250 per any. No obstant això, si només es té en compte l'últim període (de 2007 a 2010, ambdós inclosos), la mitjana augmenta fins a 11.400 articles nous. Al voltant d'un 35% d'aquests articles han estat creats pels 10 editors més actius.
La categorizació, tant d'articles com d'imatges, ronda el 100%.

## Articles de qualitat
Categoria principal: Articles de qualitat (en gallec)

La Galipèdia compta amb 258 articles de qualitat. El primer a obtenir aquesta distinció va ser el del Club Baloncesto Breogán, el 20 de juny de 2010. Més endavant s'hi afegirien els articles de Castelao, Ramón Piñeiro, Lugo, Hórreo galego, Reino de Galicia, Estatuto de Autonomía de Galicia de 1936, Valentín Paz-Andrade, Alzamento de Pascua, Caso do metílico, Praga, The Beatles, Lenin, Alemaña, Real Club Celta de Vigo, Prestige, Catedral de Santiago de Compostela i Tristan und Isolde, entre molts altres amb el pas del temps. L'any 2018, coincidint amb el 15è aniversari del projecte, es van superar els 150 articles de qualitat.
L'any 2016 es va començar també a seleccionar articles bons, i actualment n'hi ha 119 amb aquesta menció. El primer article seleccionat va ser el de Slipknot.

## Factor humà

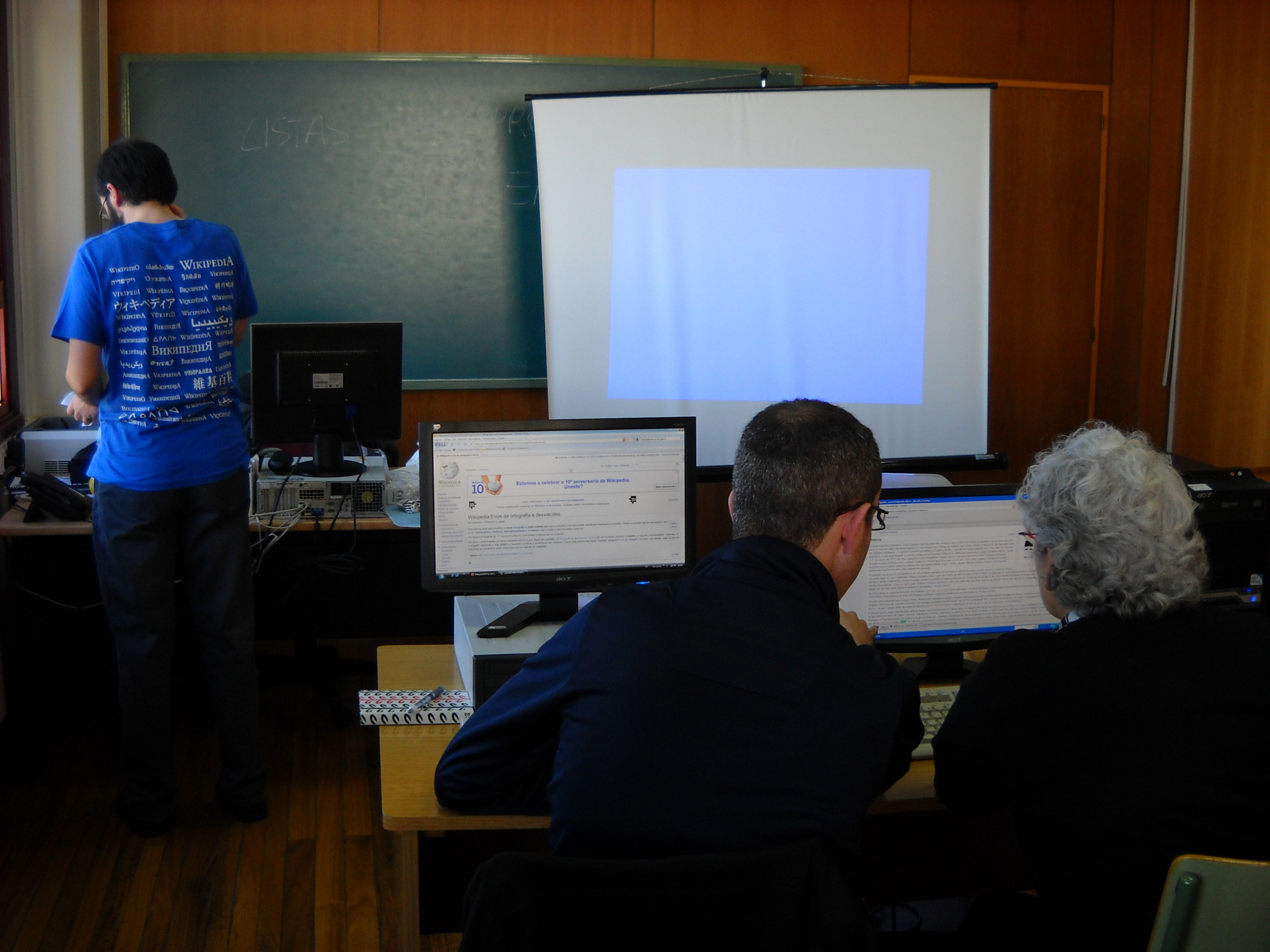
Trobada a Culleredo per donar a conèixer la Galipèdia.

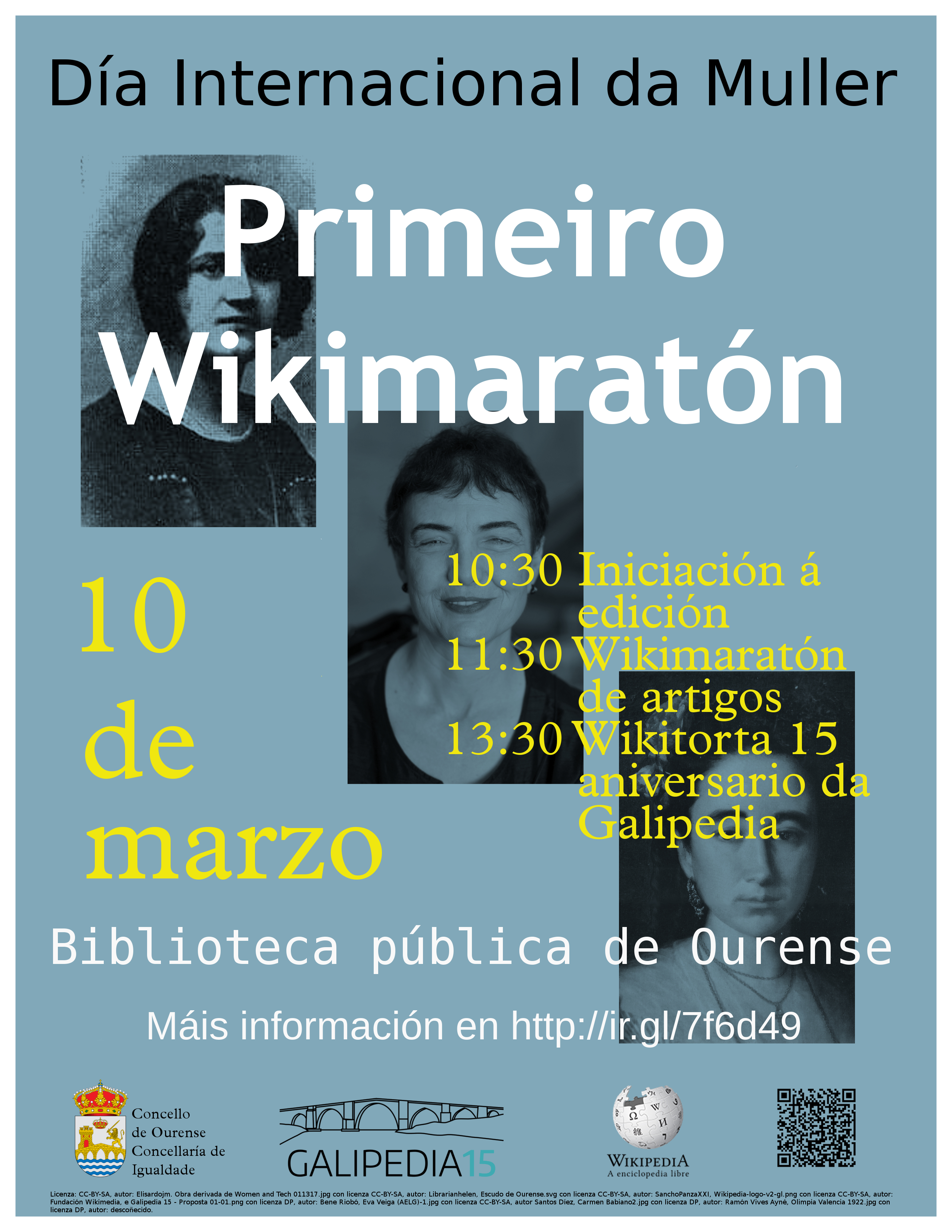
Cartell de la primera Viquimarató del Dia Internacional de la Dona a Ourense.

La Galipèdia ha suposat la creació d'una comunitat de col·laboradors amb vincles comuns, però també de diverses procedències, edats i ideologies. S'hi organitzen trobades on es parla de la història de la Galipèdia, de la realitat present i dels objectius futurs. També existeix un grup d'amistat format al voltant de l'enciclopèdia, que ha donat lloc a grups a xarxes socials com Facebook o Twitter. La presència femenina és reduïda a la Galipèdia, un problema comú a les altres versions.
L'activitat en línia es complementa amb projectes de difusió de la Galipèdia, com ara xerrades en centres educatius o trobades per fomentar-ne l'ús. El 15 de gener de 2011, en el desè aniversari de la Viquipèdia, es va celebrar una trobada a Culleredo i una altra a Ribadeo. Al setembre d'aquell any, la Ciutat de la Cultura de Santiago de Compostel·la va acollir un taller.
El 2011, el 15 de gener, aniversari de la Viquipèdia, i el 8 de març, aniversari de la Galipèdia, es van dur a terme reptes d'edició per assolir nous rècords. Al gener es va proposar fer 5.000 edicions en un dia, de les quals es van aconseguir poc més de 4.500, i al març es va proposar crear 500 articles nous en un dia (se'n van crear uns 450).
El 9 de març de 2013 es va celebrar el desè aniversari de la Galipèdia amb una trobada a Santiago de Compostel·la, que va incloure diverses ponències sobre el coneixement lliure i l'activisme cultural.
Al llarg de la seva història, l'activitat de la Galipèdia ha aparegut reflectida en diversos mitjans de comunicació, amb entrevistes a persones usuàries a la Televisión de Galicia o la Ràdio Gallega, i articles al Diari de Galícia, Vieiros o Praza.gal.
El març de 2018 es va celebrar el quinzè aniversari del projecte amb la primera Viquimarató del Dia Internacional de la Dona a Ourense.
El 4 de juliol de 2018, la Galipèdia va enfosquir les seves pàgines, seguint l'acció iniciada per la Viquipèdia en italià, en resposta a la votació al Parlament Europeu d'una Directiva sobre els drets d'autor a la Unió Europea.

## E-dixgal
E-dixgal és un espai virtual d'aprenentatge de la Xunta de Galicia per a alumnes de 5è i 6è de Primària i 1r i 2n d'ESO, que inclou un enllaç directe a la pàgina d'inici de la Galipèdia.

## Logotips commemoratius de l'evolució temporal
| Viquipèdia            | En gallec     | En gallec  | En anglès  |
| celebració            | nb d'articles | aniversari | aniversari |
| --------------------- | ------------- | ---------- | ---------- |
| 6 de desembre de 2006 |               |            |            |
| 23 de juny de 2007    |               |            |            |
| 3 de desembre de 2007 |               |            |            |
| 8 de març de 2008     |               |            |            |
| 15 de gener de 2011   |               |            |            |
| 8 de març de 2011     |               |            |            |
| 6 de setembre de 2012 |               |            |            |
| 4 de març de 2013     |               |            |            |
| 8 de març de 2015     |               |            |            |
| 8 de març de 2018     |               |            |            |
| 2023                  |               |            |            |

## Reconeixements

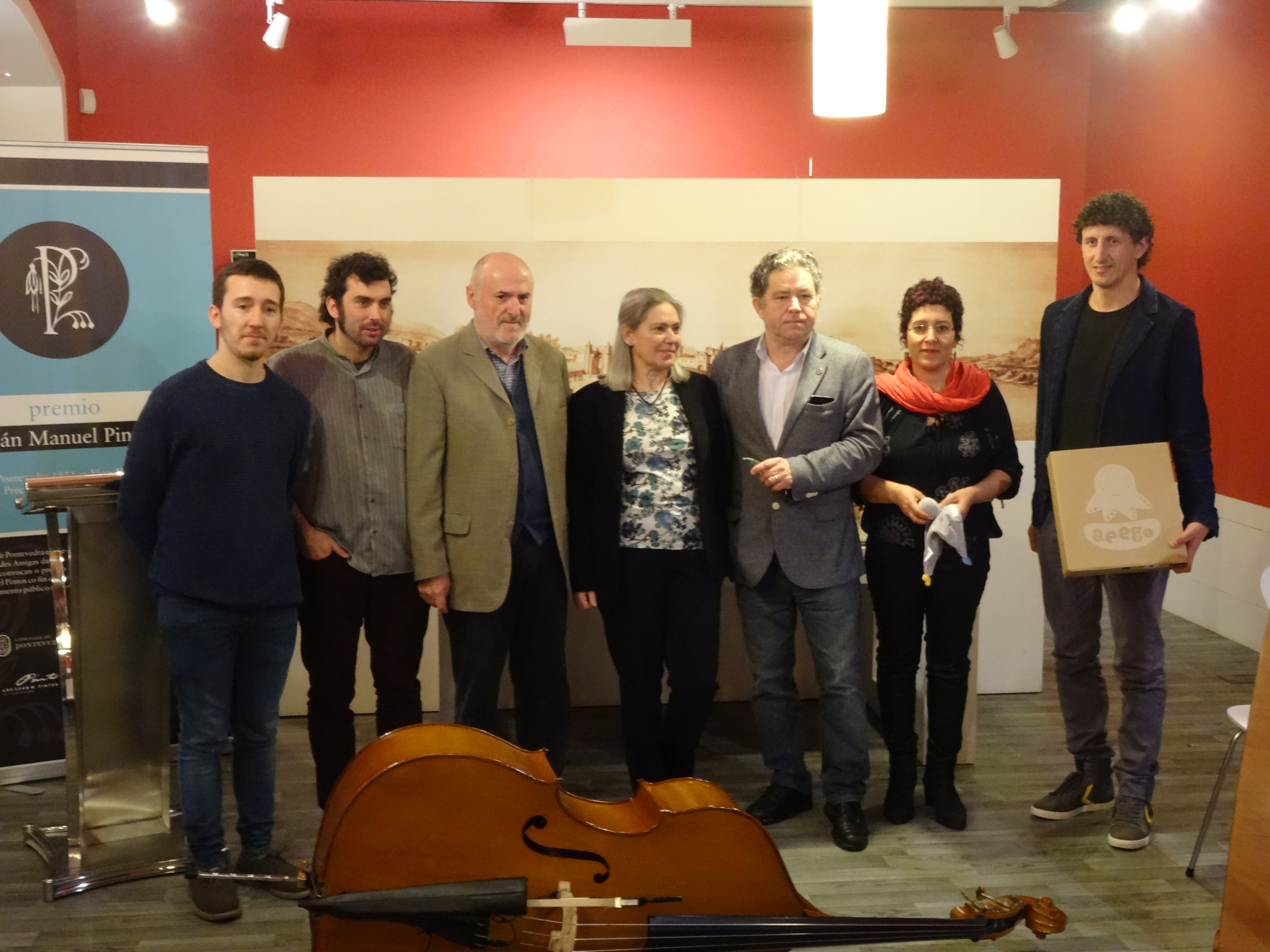
Entrega del Premi Xoán Manuel Pintos el 2018.

La Galipèdia va rebre el premi Xoán Manuel Pintos el 2018.

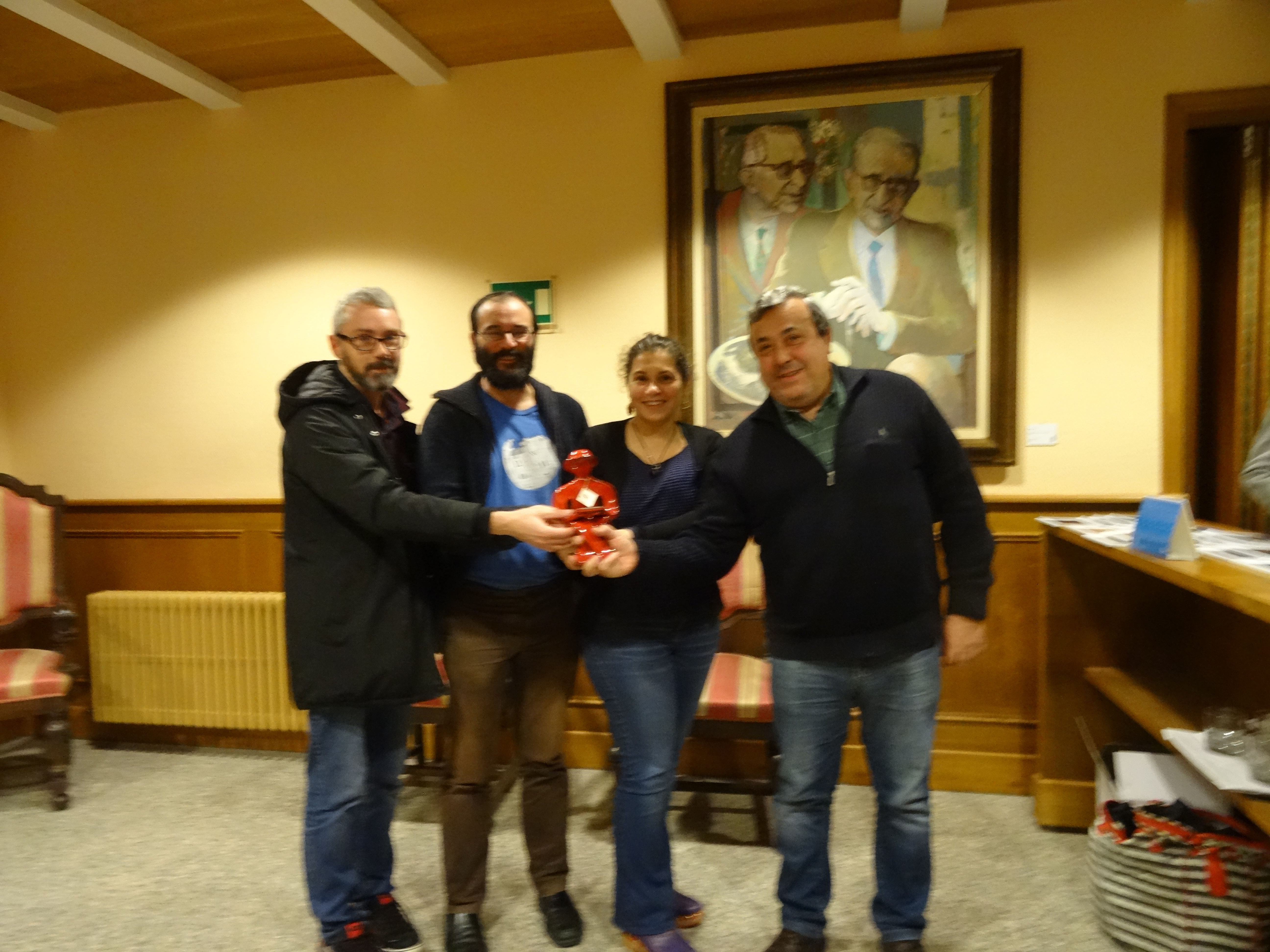
Recollida del Premi de Llengua Rosalía de Castro de la Diputació de La Corunya.

- El "G" de platí el 2006, la màxima distinció als premis RdL de la Facultat de Ciències Socials i de la Comunicació de Pontevedra, de la Universitat de Vigo.[14]
- Premi Xoán Manuel Pintos (2018) al compromís amb la llengua, atorgat pel Consell de Pontevedra.[15][16]
- Premi Rosalía de Castro de Llengua en 2018 per la promoció de la llengua, atorgat per la Diputació de La Corunya.[17][18]